# Das Dilbert-Prinzip
Das Dilbert-Prinzip ist ein satirisches Buch von Scott Adams, dem Autor des Dilbert-Comics, welches im Jahr 1997 veröffentlicht wurde. Das Buch wird häufig in der Management-Literatur zitiert.

## Dilbert-Prinzip
Das vorgestellte Dilbert-Prinzip ist eine satirische Abwandlung des Peter-Prinzips. Nach dem Dilbert-Prinzip werden die unfähigsten Arbeiter systematisch ins Management versetzt, weil sie dort vermeintlich den geringsten Schaden anrichten. Dadurch verfüge die Person im Management weder über die notwendigen sozialen Kompetenzen eines Managers noch über die für den geführten Bereich notwendigen fachlichen Kenntnisse.
Nach dem (abgelösten) Peter-Prinzip von Laurence J. Peter und Raymond Hull dagegen war jeder Beschäftigte bis zu einer Stufe im Unternehmen aufgestiegen, deren Anforderungen er nicht mehr gewachsen war. Der Aufstieg erfolgte, weil die Person auf der bisherigen Stufe erfolgreich war. So wurden Personen zu Managern, die immerhin einen gewissen Einblick in die fachliche Materie ihrer Abteilung hatten.
Der Autor bedauert den Übergang vom Peter- zum Dilbert-Prinzip. Das Peter-Prinzip habe zu Chefs geführt, die wussten, was ihre Mitarbeiter für ihren Lebensunterhalt taten. Zwar seien deren Entscheidungen mangels Management-Kenntnissen durchweg falsch, aber immerhin die „sachkundigen Entscheidungen eines Veteranen aus dem Schützengraben“ gewesen.

## Hintergrund
In seinem Buch Das Dilbert-Prinzip versucht Scott Adams an verschiedenen Beispielen satirisch nachzuweisen, dass das Dilbert-Prinzip sich immer weiter durchsetzt, obwohl es bestimmt nicht von den einzelnen betroffenen Personen beabsichtigt ist.
Die Bezeichnung Dilbert-Prinzip rührt von der Comic-Serie Dilbert her und taucht erstmals 1994 in einem Artikel des Dilbert-Schöpfers Scott Adams im Wall Street Journal auf.